# 正義だ!味方だ!全員集合!!
『正義だ!味方だ!全員集合!!』（せいぎだ! みかただ! ぜんいんしゅうごう!!）は、1975年に制作されたドリフターズ主演の「全員集合シリーズ」および松竹ドリフ映画最後の作品。

## ストーリー
横浜に近い港町、伊勢浜。
町の権力者・熊田（金子信雄）とヤクザの大神（伊東四朗）率いる大神組は再開発と称し、住民に不当な地上げを行っていた。
不景気でつぶれた広告屋…いや、チンドン屋の錨長太郎と中西弘次は、世論を動かすと住民に呼び掛けインチキ広告屋を始めるが所詮付け焼き刃であった。万策尽き、行き詰まっていた錨は事務所の前で首を吊っていた加藤ヒデオと出会う。酩酊状態の彼が描いた劇画『ゴリレンジャー』（『秘密戦隊ゴレンジャー』のパロディ）が、熊田と大神組の悪事を皮肉った内容だと気付いた錨は、それを町の人々に配布し世論を動かす事に成功。事業が軌道に乗り始めたに見えたが、その物語には秘密があった…

## スタッフ
- 製作：猪股尭
- 監督：瀬川昌治
- 脚本：加瀬高之、瀬川昌治
- 音楽：いずみたく
- ゴリレンジャーキャラクターデザイン：石森章太郎

## キャスト
- 加藤ヒデオ：加藤茶
- 錨長太郎：いかりや長介
- 中西弘次：仲本工事
- 志田ケン：志村けん
- 高井風太：高木ブー
- 熊田めぐみ：榊原るみ
- 熊田卓造：金子信雄
- 熊田の家政婦：浦辺粂子
- ミヤコ：ミヤコ蝶々
- 加藤敏江：園佳也子
- 津川：財津一郎
- 大神：伊東四朗
- 小島：笑福亭鶴光
- コツペ：長谷川コッペ
- 石毛：鈴木ヒロミツ
- 歌手：キャンディーズ
- 編集部員：塩沢とき
- 岡ゆたか：豊岡豊
- 人形劇のリス使い：名倉美里
- 人形劇のたぬき使い：大原福美
- 人形劇のうさぎと猫使い：黒川光子
- 伊勢浜町の住人：東晃声、加島潤、今井健太郎、喜田晋平、大杉侃二郎、小田草之助、秩父晴子、水木涼子
- 大神の子分：潮健児、団巌、岡本忠行、中川秀人、木村修、園田健二
- 配達員：立原博
- 刑事：志馬琢哉、椿淳司、小森英明、木村賢治、高木信夫
- 電気工事作業員：すわ親治
- 自動車の持ち主：城戸卓
- グラビアモデル：野村けい子、西条真砂子、山中やよい、熊谷みずえ、藤田純子
- バーのママ：光映子

## 挿入歌
「ドリフの英語塾」
作詞・作曲：森雪之丞 / 歌：ドリフターズ
「ハートのエースが出てこない」
作詞：竜真知子 / 作曲：森田公一 / 歌：キャンディーズ

## テレビ放送
- 地上波では、1980年12月29日（月曜）にテレビ朝日系列の19:00 - 20:54（JST）で、『年忘れ特別ロードショー』と銘打って放送された[1]。
- BS放送では、2019年3月13日にBS11の『水曜シネマ 昭和喜劇シリーズ』（この回が最終回）で放送された。

## 同時上映
- 男はつらいよ 葛飾立志篇